# José Mesa y Leompart
José Mesa y Leompart (Alhucemas, 1831-Saint Macaire, 22 de enero de 1904) fue un tipógrafo, periodista, traductor y activista político español.

## Biografía
Nació en Alhucemas en 1831. Inicialmente de una ideología inscrita en el republicanismo federal, sus experiencias con la Comuna de París habrían hecho cambiar su pensamiento y acercarle al marxismo, del que fue pionero en su introducción en España. El 22 de octubre de 1871 participó en un importante mitin de partidarios de la Asociación Internacional de Trabajadores celebrado en el Teatro Rossini de los Campos Elíseos de Madrid, en el que también estuvieron presentes Anselmo Lorenzo, Guillermina Rojas y Pablo Iglesias. Alineado en posiciones antibakuninistas, en contraposición con las tesis propagadas por la publicación catalana La Federación, de posicionamiento aliancista, fue expulsado de la Federación Regional Española de la AIT y se convirtió en uno de los fundadores de la Nueva Federación Madrileña en julio de 1872. Tras el fin de la experiencia republicana federal y la toma del poder por parte de Serrano, emigró a Francia a mediados de 1874, desde donde actuó como conexión entre el socialismo francés y el español. Falleció en la localidad francesa de Saint Macaire el 22 de enero de 1904.
Colaborador a lo largo de su vida de publicaciones como La Voz del Pueblo, La Discusión, La Moda Elegante, La Ilustración Española y Americana, La Emancipación —de la que fue director— o L'Egalité, fue traductor del Manifiesto comunista de Marx y Engels al idioma castellano, así como de La miseria de la filosofía, del primero. Mantuvo relación con Paul Lafargue, Karl Marx, Friedrich Engels o Jules Guesde.